# Ciudad Darío
Ciudad Darío – miasto w Nikaragui, w departamencie Matagalpa.

## Współpraca
Miejscowość partnerska:
- Lommel, Belgia